# طنة مشطرجة
طنة مشطرجة (الاسم العلمي: Tonna tessellata) هي نوع من الحيوانات يتبع جنس الطنة من الفصيلة الطنية.